# Iwama
Iwama (岩間町, Iwama-machi) est un ancien bourg du Japon situé à 100 km au nord-est de Tōkyō, dans la préfecture d'Ibaraki. Il a été intégré dans la ville de Kasama depuis le 19 mars 2006.
C'est à cet endroit que le fondateur de l'Aïkido, Morihei Ueshiba, s'établit en 1942 jusqu'à sa mort en avril 1969.
Il y fait construire son dojo (l'Iwama Dojo) et un sanctuaire dédié à l'Aikido (Aiki-jinja). Le nom « Aikido » est utilisé pour la première fois à cette époque.
Le dojo est laissé en usufruit à Morihiro Saito qui y enseigna jusqu'à sa mort, y recevant des élèves du mode entier en tant que uchi deshi, sorte d'internat.
Les élèves internes y vivait plus ou moins longtemps au rythme de ce sanctuaire de l'Aïkido, dormant sur les tatamis et commençant la journée à l'aurore par le balayage de la cour puis les honneurs devant l'autel dédié à Morihei Ueshiba.
Iwama Ryu est le nom généralement donné au style d'aikido perpétué par le plus proche disciple du fondateur : Morihiro Saito.
Depuis, l'école a continué son activité hors de ce dojo sous la conduite de Hitohiro Saitō, le dojo et le sanctuaire étant repris par l'Aikikaï.